# Zuikaku (schip, 1941)

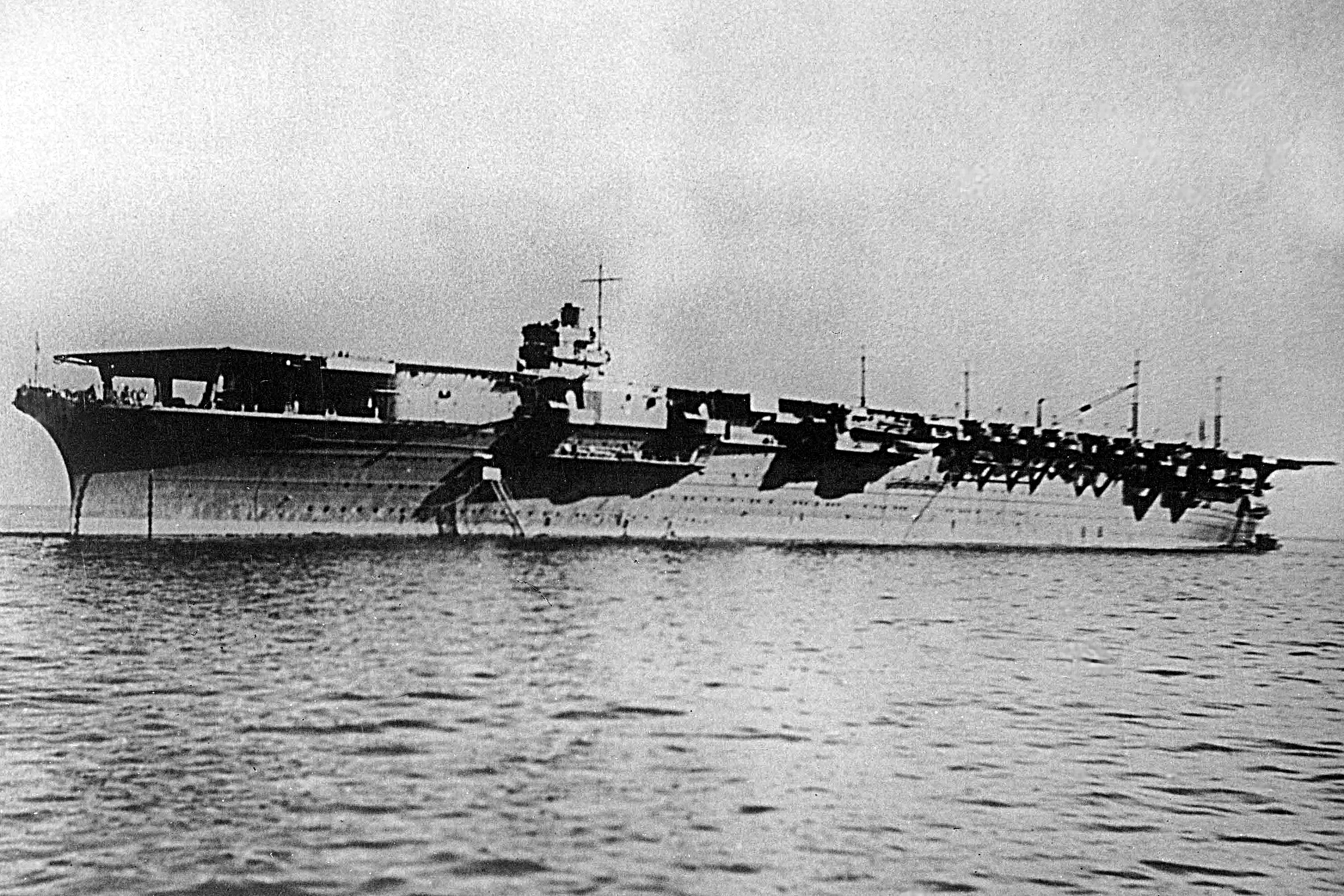
De Zuikaku.

De Zuikaku (Japans: 瑞鶴 wat betekent "'fortuinlijke kraanvogel") was een Japans vliegdekschip in de Tweede Wereldoorlog.
De Zuikaku werd in september 1941 door de Japanse Keizerlijke Marine in gebruik genomen. Samen met haar zusterschip de Shokaku vormde ze de 5e vliegdekschipdivisie.
Op 7 december 1941 was ze samen met de vliegdekschepen Shokaku, Kaga, Akagi, Hiryu en Soryu onderdeel van de vloot die de verrassingsaanval op Pearl Harbor uitvoerde.
In januari 1942 voerde ze aanvallen uit op Rabaul en Lae en in april 1942 was ze onderdeel van de vloot die in de Indische Oceaan aanvallen uitvoerde op Britse scheepsbewegingen.
Op 8 mei 1942, tijdens de Slag in de Koraalzee kwam het tot een treffen met Amerikaanse vliegdekschepen. Tijdens de luchtgevechten op die dag verloor de Zuikaku de helft van haar toestellen, waardoor ze naar Japan terug moest voor aanvulling. Hierdoor was ze tijdens de Slag bij Midway niet beschikbaar.
Tijdens de Zeeslag bij de Oostelijke Salomonseilanden en de Zeeslag bij de Santa Cruz-eilanden was de Zuikaku prominent aanwezig en kwam ze zonder schade uit de strijd.
Tijdens de slag in de Filipijnenzee werd ze door bommen getroffen, maar niet zwaar beschadigd zodat ze op 25 oktober 1944 bij de Slag bij kaap Engaño opnieuw in actie kon komen.
Dit bleek haar laatste actie te zijn. Tijdens deze slag werd ze door meerdere bommen en torpedo's getroffen en zonk ze met het verlies van 842 manschappen.

## Zuikaku
- Type: Japans vliegdekschip
- Zusterschip: Shokaku
- Gebouwd: 25 mei 1938
- Te water gelaten: 27 november 1939
- In dienst gesteld: 25 september 1941
- Gezonken: tot zinken gebracht in de Slag bij Kaap Engaño op 25 oktober 1944
- Geschrapt van marinelijst: 25 augustus 1945

### Technische gegevens
- Waterverplaatsing: 29.800 ton (standaard) - 32.000 ton (beladen)
- Lengte: 257,50 m
- Breedte: 26 m
- Diepgang: 8,90 m
- Vermogen: Kanpon geschakelde stoomturbines - 8 stoomketels - 160.000 pk (119 MW) - 4 schroeven
- Snelheid: 34,5 knopen (63,90 km/h)
- Reikwijdte: 9.700 zeemijl aan 18 knopen (18.000 km aan 33 km/h)
- Bemanning: 1.660 manschappen

### Bewapening
- VliegtuigBestand:72(+12) vliegtuigen
- 16 x 5-inch (127-mm) kanonnen
- 36 (laatst 96) x 25-mm luchtafweer snelvuurkanonnen